# ウェスト・ヨークシャー統監
ウェスト・ヨークシャー統監（ウェスト・ヨークシャーとうかん、英語: Lord Lieutenant of West Yorkshire）は、イギリスの官職。統監の1つで、ウェスト・ヨークシャーを担当する。1972年地方行政法でイングランドおよびウェールズの地方自治体再編が行われ、同法第218(1)条によりグレーター・ロンドンおよび各都市・非都市カウンティに統監が1人ずつ任命されることとなった。同法でウェスト・ライディング・オブ・ヨークシャーがウェスト・ヨークシャーに再編されたため、1974年の同法施行とともにウェスト・ヨークシャー統監が任命された。

## 一覧
- 1974年4月1日 – 1978年：ケネス・ハーグリーヴス（英語版）[3]
  - ウェスト・ライディング・オブ・ヨークシャー統監（英語版）より続投[2]
- 1978年4月5日 – 1985年：サー・ウィリアム・ピーター・ブルマー（英語版）[3]
- 1985年6月3日 – 1992年：イングロー男爵ジョン・テイラー（英語版）[3]
- 1992年9月25日 – 2004年：ジョン・ライルズ[3]
- 2004年 – 2018年9月1日：イングリッド・メアリー・ロスコー（英語版）[3]
- 2018年9月1日 – ：エドマンド・アンダーソン[4]